# Мечеть Гейдара
Мечеть Гейда́ра (азерб. Heydər Məscidi) — мечеть в Бинагадинском районе города Баку, открытая в 2014 году и названная в честь бывшего президента Азербайджана Гейдара Алиева. Является крупнейшей мечетью Закавказья.

## История
Распоряжение о строительстве Мечети Гейдара было дано сыном и преемником Гейдара Алиева, президентом Азербайджана Ильхамом Алиевым, в середине 2012 года. Издание The Telegraph пишет, что название мечети связано с распространённым в Азербайджане культом личности Гейдара Алиева — в честь него названы аэропорт, нефтезавод и многие другие объекты.

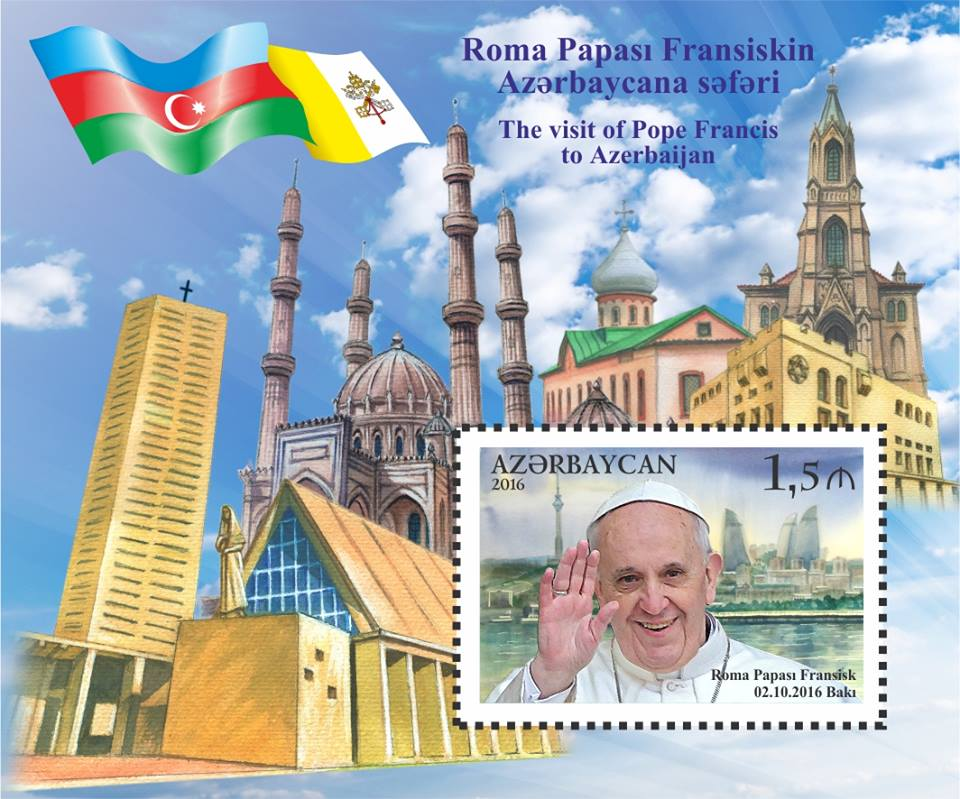
Мечеть Гейдара на азербайджанской почтовой марке, посвящённой визиту папы Франциска

Строительные работы были начаты в сентябре 2012 года и завершены к концу 2014 года. 26 декабря 2014 года состоялась официальная церемония открытия мечети, в которой приняли участие глава Азербайджана Ильхам Алиев, его супруга Мехрибан Алиева, председатель Координационного совета муфтиев Северного Кавказа и муфтий Карачаево-Черкесии Исмаил Бердыев, глава Бакинской и Азербайджанской епархии Русской православной церкви — отец Александр, председатель Бакинской религиозной общины горских евреев Мелих Евдаев, полномочный представитель Управления мусульман Кавказа в Российской Федерации Шафик Пшихачев и председатель Управления мусульман Кавказа шейх уль-ислам Аллахшукюр Пашазаде.
25 апреля 2025 года мечеть Гейдара была включена в список недвижимых памятников истории и культуры Азербайджана государственного значения.

## Архитектура
Общая площадь мечети вместе с прилегающей территорией составляет 12.000 м². Площадь самой мечети 4200 м². Фасад облицован специальным камнем в стиле Ширван-Абшеронской архитектуры. Высота каждого из четырёх минаретов составляет 95 метров.
Внутри мечети использованы специальные элементы украшения, а по краям купола высечены аяты из священного Корана. Высота основного купола 55 метров, второго купола — 35 метров.

## Адрес мечети
Мечеть расположена по адресу: город Баку, Бинагадинский район, улица Гамзы Бабашова, AZ 1107.

## Галерея
